# ОШ „Учитељ Таса“ Ниш
Основна школа „Учитељ Таса”  Ниш је васпитно-образовна установа, која се налази у општини Медијана у Нишу у Србији. Школа се налази на Трг Учитеља Тасе односно Улица Рајићева  бр.24. Иза школе се налази Саборна црква у Нишу у чијем је некадашњем дворишту саграђена школа.
Основна школа „Учитељ Таса” има 1014 ученика, осам разреда, 37 одељења, три предшколске групе и 87 полазника у продуженом боравку.

## Историја
Почетком 19. века писменост у Нишу и околини стицала се помоћу наставе црквено-манастирског типа. До 1830. није било никаквих школа у Нишу и околини.
Прва школска зграда је подигнута 1830. близу Цркве Светих арханђела. Соба је била поплочана циглама а од намештаја је био један дрвени сто и три столице троношке на којима су седели попови као учитељи. Није било клупа него су деца седела на поду или на нечему што су донела од куће.
Прва световна школа била је отворена зазузимањем ондашњих трговаца и занатлија код Кнеза Милоша. Кнез Милош је 1830.г. послао свог писара Спиридона Јовановића да организује школу и школовање по угледу на школовање у Кнежевини. Број ђака је растао тако да је 1841. године  Спиридон Јовановић произвео у учитеља свог најталентованијег ђака Атанасија Тасу Петровића који је тада имао 17 година.

Нова једноспратна школа са четири одељења подигнута је 1843. године. Учитељ Таса је вештом дипломатијом успоставио сарадњу са турским властима и поставио темеље нишког основног школства. Прва учитељица мешовите женске и мушке школе била је Анастасија-Наста Димитријевић родом из Призрена 1845. године.
После смрти Спиридона Јовановића 1855. године Учитељ Таса постаје главни учитељ. У том периоду се заоштравају односи између Србије и Турске тако да Турска отежава све напоре за школовање деце форсирајући Бугарски утицај.  У једном периоду школа спада на само два учитеља. Учитељ Таса недостатак плаћених учитеља надокнађује најбољим ђацима из школе који помажу у извођењу наставе.
Године 1858. Учитељ Таса пише уџбеник –читанку „Пресед мудрости“ који се штампа у Београду у 2000 примерака.
Школска зграда подигнута 1843. године је изгорела 1861. године у подметнутом пожару. Под притиском међународних фактора Турска је одобрила подизање нове школе 1863/64 . године. Зграда је имала два спрата 8 учионица зборницу и салу за свечане прилике. Школа је носила назив „Мушка народна школа“ а од 1895. године „Народна школа код Саборне цркве“.
Године 1934/35. гради се данашња школа под називом „Државна народна школа Свети Сава“. 1950. Године школа мења име у „Четврта осмољетка“ а 1954.г. у „Основна школа Учитељ Таса“.
Током историје Ниша је била : прва школа 1830,г,, прва читаоница 1845.г., прва скупштинска зграда 1878.г. и прво забавиште 1934.г.

## Награде и признања
Ученици школе су после завршетка школе настављали успешно школовање у средњим школама и престижним факултетима у Србији али и широм Света.
На општинским регионалним и републичким такмичењима у знању ученици ове школе постизали су и постижу завидне резултате:
- Регионално такмичење из математике 2019.г.
- Општинско такмичење из математике 2018.г.
- Дванаеста дописна математичка олимпијада 2018.г.
- Признања Града Ниша, награде „11. јануар“ 2016.г.
- Наука није баук 2018. године [3]
- Светосавска награда ОШ "Учитељ Таса Ниш 2021.г.[4]